# 宮本衡司
宮本 衡司（みやもと こうじ、1952年2月16日 - ）は、日本の政治家。自由民主党所属の長野県議会議員（6期）。

## 来歴
長野県飯山北高等学校、千葉商科大学商経学部卒業。2003年の長野県議会議員選に出馬し、初当選を果たす。危機管理建設委員会、健康福祉委員会、環境産業観光委員会、総務企画警察委員会、議会運営委員会の各委員長及び監査委員等を歴任。2021年3月 第95代長野県議会議長に就任。